# Thomas Christopher Hofland
Pour les articles homonymes, voir Hofland.
Thomas Christopher Hofland (25 décembre 1777 - 3 janvier 1843) est un artiste et professeur anglais.

## Biographie
Thomas Hofland est né à Worksop et est un élève de John Rathbone. Il commence à enseigner à Kew et en 1805, part à Derby où il travaille jusqu'en 1808. Il est le second époux de l'écrivaine à succès Barbara Hofland qu'il épouse en 1810. Hofland expose soixante-douze tableaux à la Royal Academy, mais sa principale source de revenus vient des écrits de sa femme. Il est membre fondateur de la Royal Society of British Artists où il présente plus d'une centaine de ses œuvres. On dit qu'il aida à fonder la société parce qu'on ne l'avait pas nommé membre de la Royal Academy.
Trois ans avant sa mort, Hofland visite enfin l'Italie. Il meurt d'un cancer à Royal Leamington Spa.

## Héritage
Les tableaux et les gravures d'Hofland se trouvent dans les collections d'art du gouvernement britannique (Government Art Collection) ainsi que dans les musées et galeries d'art de Portsmouth, Derby et Sheffield.

## Source
- (en) Cet article est partiellement ou en totalité issu de l’article de Wikipédia en anglais intitulé « Thomas Christopher Hofland » (voir la liste des auteurs).